# Franz Stöber
Franz Stöber (* 4. Juni 1761 in Wien; † 4. Oktober 1834 ebenda) war ein österreichischer Architektur- und Landschaftsmaler.

## Leben

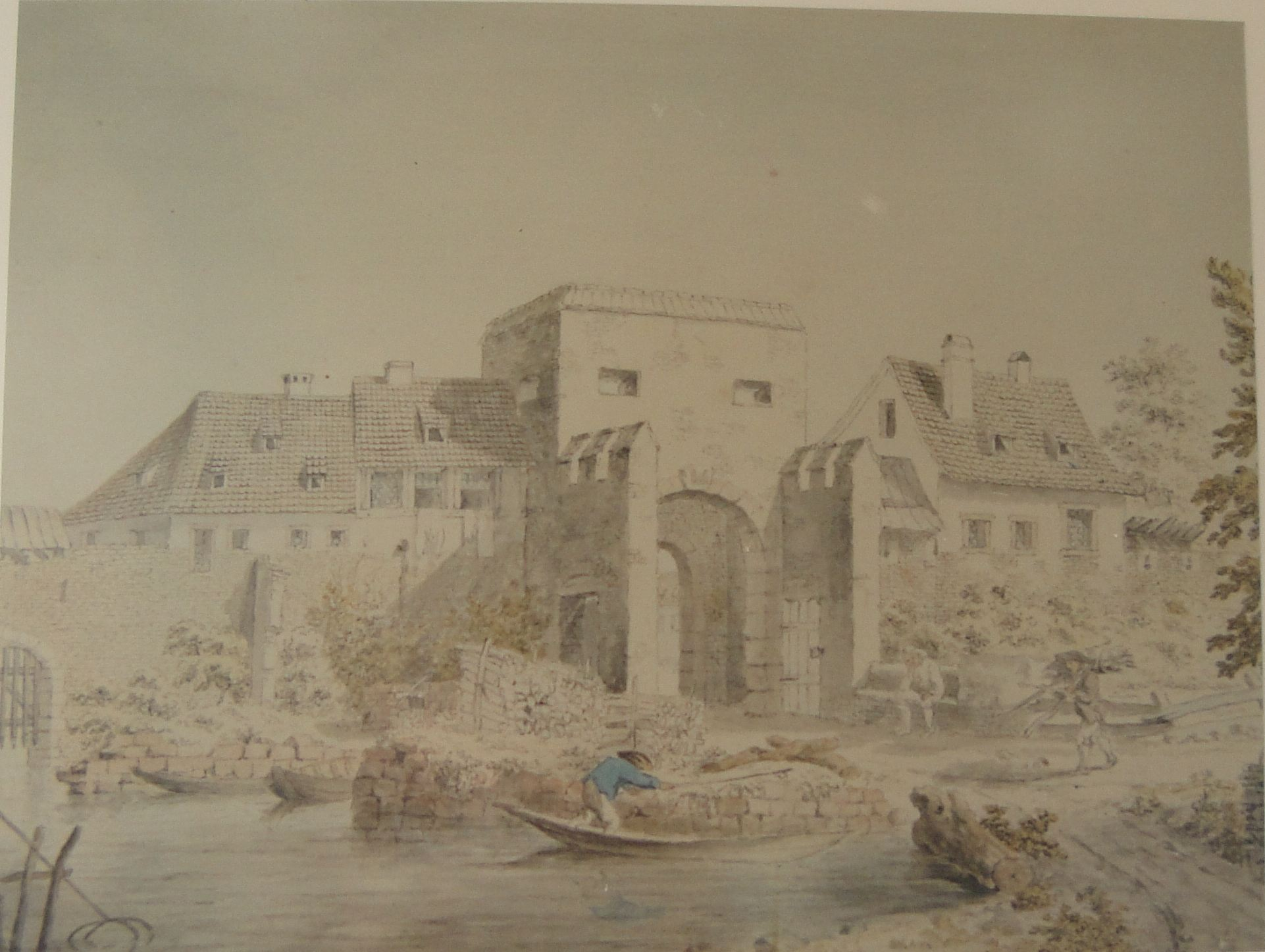
Kühtor in Speyer, kolorierte Sepiazeichnung, um 1785/90

Stöber, Sohn eines Bediensteten, studierte nach einer Goldschmiedelehre in Wien an der Akademie der bildenden Künste, unter anderem bei Johann Christian Brand. Danach unternahm er Studienreisen (Schweiz und Niederlande) und ließ sich in Speyer nieder. Dort erhielt er durch die Bekanntschaft mit dem Domdechanten von Speyer, Franz Philipp Freiherr von Hutten-Stolzenberg (1731–1790), 1786 die Leitung von dessen Galerie und das Angebot, für ihn ein ganzes Bilderkabinett auszumalen.
Stöber war Schwager des Bildhauers Franz Steinfeld dem Älteren (1750–1832). Eine Verwandtschaft mit den Kupferstechern Franz Xaver und Joseph Stöber (1768–1852) ist nicht gesichert, gilt aber als wahrscheinlich.